# 묘법연화경 권1 (울산광역시 문화재자료 제31호)
묘법연화경 권1(妙法蓮華經 券1)은 울산광역시 북구 매곡동, 청룡암에 있는 조선시대의 책이다. 2019년 11월 21일 울산광역시의 문화재자료 제31호로 지정되었다.

## 현지 안내문
본서는 구마라집(鳩摩羅什)이 한역(漢譯)하고 송나라의 계환(戒環)에 의해 주해(註解)된 영본(零本) 1책(권1)본이다. 판종은 목판본이며, 판식은 사주단변(四周單邊)에 계선(界線)은 없으며, 반곽(半廓)의 크기는 21.0×13.5㎝이고, 책 크기는 30.3×18.2㎝ 본문의 글자는 10행 19자로 배열되어 있다. 판심은 어미(魚尾)가 없는 백구(白口)로 되어있다.
본서는 표지에 묵서(墨書)로 ‘法華經’으로 표제(標題)를 쓰고 아래에 ‘원(元)’을 적었다. 현재 1책 밖에 남아 있지 않지만 원래는 ‘원형이정(元亨利貞)’ 4책으로 제본되었음을 알 수 있다.
권수에는 변상(變相)이 남아 있다. 변상의 1장 a면은 다른 도상 없이 산화(散花)가 표현되어 있으며, 1장의 b면은 우측에 칸을 만들어 ‘妙法蓮華經 變相’으로 제목을 쓰고 좌측에 신장도(神將圖)를 배치하였다. 신장도 변란의 좌측하단에 ‘仅連 刀’라는 기록이 남아 있어 변상도의 각수가 확인된다. 변상도의 2장에는 석가모니가 설법하는 장면인 영산설법도(靈山說法圖)를 정면으로 표현하였다.
변상도 다음에는 도선(道宣)이 쓴 ｢묘법연화경홍전서(妙法蓮華經弘傳序)｣가 결락되어 있어 후대에 묵서(墨書)로 추가하였다. 이어 급남(及南)이 쓴 ｢묘법연화경요해서(妙法蓮華經要解序)｣가 수록되어 있다.
서문 다음에는 본문이 수록되어 있다. 첫 행에는 ‘妙法蓮華經’이라는 권수제(卷首題)와 권차 표시가 있으며 다음 행에는 ‘溫陵開元蓮寺比丘 戒環 解’라는 한역자 표기가 있어 계환에 의해 주해(註解)된 인본임을 알 수 있다. 본문의 변란 우측하단에는 시주자의 이름이 하나씩 새겨져 있는데 ‘강귀련(姜貴連)’, ‘정창손(鄭昌孫)’, ‘법수(法修)’, ‘조숭(租崇)’, ‘정수(正修)’, ‘자경(自敬)’, ‘대성(大聖)’, ‘전운이(全雲伊)’, ‘경신(敬信)’, ‘계술(戒述)’, ‘담학(淡學)’, ‘일선(一禪)’, ‘도잠(道岑)’, ‘령사(灵巳)’, ‘혜인(惠仁)’, ‘신련(信連)’, ‘희문(熙文)’, ‘숭일(崇日)’, ‘운우(云牛)’, ‘연도(連刀)’ 등의 이름이 수록되어 있다.
권말제 다음에는 주상전하만세 등의 왕실의 안녕을 기원하는 문구가 있으며 이어 판대시주(板大施主) 강귀련(姜貴連), 대시주 정창손(鄭昌孫) 등의 시주자 명단이 있다.
시주자의 명단 하단에는 처경(處敬), 도헌(道軒), 혜순(惠淳), 지은(智訔), 설웅(雪雄), 정운(正云), 의련(儀璉), 계형(戒浻), 법천(法泉) 등의 각수가 기록되어 있다.
권말에는 ‘융경육년임신이월일 경상도상주지사불산대승사개판(隆慶六年壬申二月日 慶尙道尙州地四佛山大乘寺開板)’이라는 간기가 있다. 이를 통해 1572년 상주 대승사에서 간행하였음을 알 수 있다. 대화주(大化主)는 희준(熙峻)으로 되어 있어 희준이 간행의 주관이었음을 알 수 있다.
본문의 서체는 성달생 서체계통의 판본이며, 본서와 동일한 대승사 간행본은 현재 고려대학교 만송문고와 동국대학교 도서관 2곳에 소장되어 있을 뿐 현존본이 많이 남아 있지 않다. 이들은 7권의 완질본으로 권말에는 1443년에 화암사본의 성달생 발문이 수록되어 있어 1443년 화암사본을 저본으로 번각했음을 알 수 있다. 임진왜란 이전에 간행된 판본으로 현존 수량이 많지 않아 ?법화경?의 판본연구에는 중요한 자료이며, 본문에 묵서 구결이 남아 있어 조선전기 국어사 연구에도 자료로 활용될 수 있다.

## 지정 사유
본서는 구마라집(鳩摩羅什)이 한역(漢譯)하고 송나라의 계환(戒環)에 의해 주해(註解)된 영본(零本) 1책(권1)본이다.
표지에 묵서(墨書)로 '法華經'으로 표제(標題)를 쓰고 아래에 '원(元)'을 적었다. 현재 1책 밖에 남아 있지 않지만 원래는 '원형이정(元亨利貞)' 4책으로 제본되었음을 알 수 있다. 권수에는 변상(變相)이 남아 있다.
권말에는 '융경육년임신이월일 경상도상주지사불산대승사개판(隆慶六年壬申二月日 慶尙道尙州地四佛山大乘寺開板)'이라는 간기가 있다. 이를 통해 1572년 상주 대승사에서 간행하였음을 알 수 있다.
본문의 서체는 성달생 서체계통의 판본이며, 본서와 동일한 대승사 간행본은 현재 고려대학교 만송문고와 동국대학교 도서관 2곳에 소장되어 있을 뿐 현존본이 많이 남아 있지 않다. 이들은 7권의 완질본으로 권말에는 1443년에 화암사본의 성달생 발문이 수록되어 있어 1443년 화암사본을 저본으로 번각했음을 알 수 있다.
청룡암 소장 '묘법연화경 권1'은 임진왜란 이전의 판본으로 귀중본에 해당하며, 현존하는 판본이 희소하여 문화재자료로 지정․보존할만한 가치가 있다고 판단된다.

## 갤러리

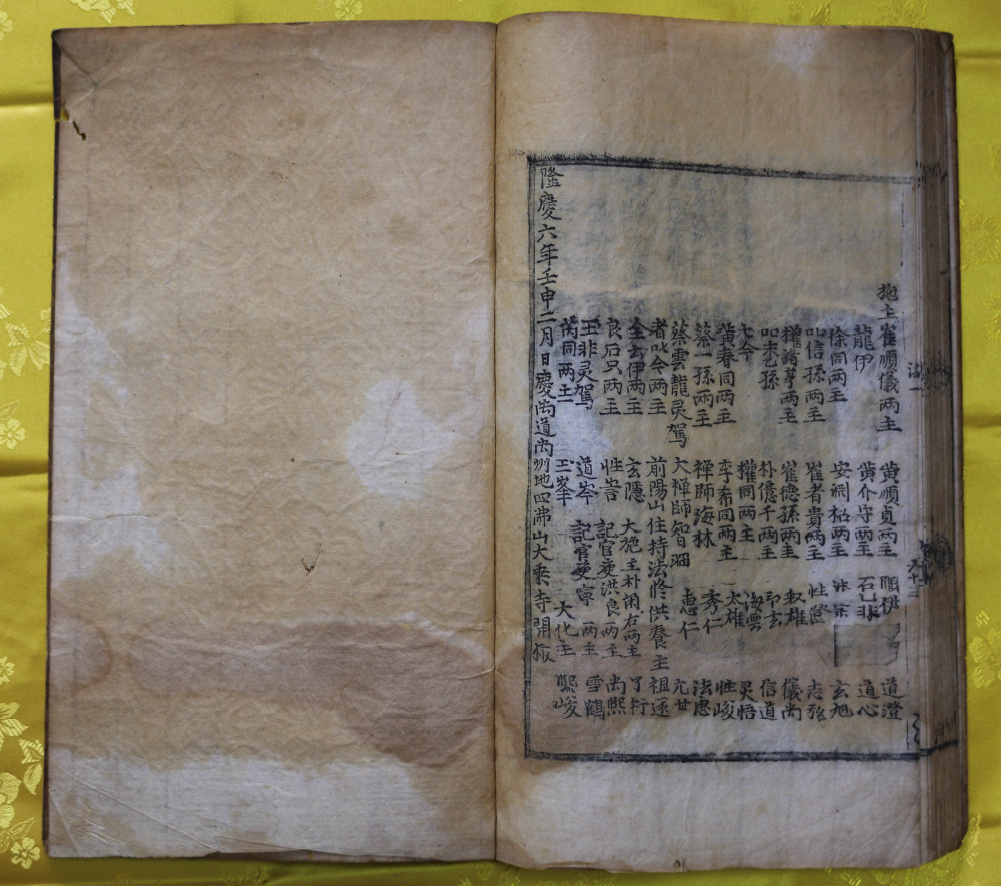

## 참고 문헌
- 묘법연화경 권1 - 국가유산청 국가유산포털